# Barbora Horáčková
Barbora Horáčková (15. ledna 1969, Ostrava – 8. dubna 2018) byla česká lukostřelkyně, která se zúčastnila Letních olympijských her v roce 2008. Mimo jiné byla i trenérkou malých lukostřelců.

## Letní olympijské hry 2008
Na LOH v Pekingu 2008 se Horáčková nominovala na poslední chvíli spolu s Martinem Bulířem, česká lukostřelba tak měla své zástupce na olympiádě po 28 letech. Barbora Horáčková zde vystřílela 620 bodů a v prvním kole vypadla po těsné prohře 107-109 s Ukrajinkou Viktoriya Koval.